# Hans Rößner
Hans Rößner (* 5. Juli 1910 in Dresden; † 22. Juni 1997 in München) war ein deutscher Germanist, im „Dritten Reich“ SS-Obersturmbannführer und tätig im Sicherheitsdienst, Leiter des Referates III C 3 (Volkskultur und Kunst) im Reichssicherheitshauptamt; nach dem Krieg als Lektor beim Verlag Gerhard Stalling Oldenburg, Lektor im Insel-Verlag und ab 1958 bis in die 1980er Jahre Leiter des Piper-Verlags in München tätig.

## Leben

### Schule und Studium
Hans Rößner wurde am 5. Juli 1910 als Sohn eines Volksschullehrers in Dresden geboren. Nach dem Besuch der Deutschen Oberschule in Dresden und dem Abitur studierte er an der Universität Leipzig Deutsch und Geschichte. Ebenso wie viele seiner Kommilitonen, denen er später im Reichssicherheitshauptamt (RSHA) wieder begegnen sollte (Wilhelm Spengler, Heinz Gräfe u. a.), engagierte er sich beim Leipziger Studentenwerk und der Akademischen Selbsthilfe. Zu dieser Zeit publizierte er bereits in der Zeitschrift Volk im Werden, herausgegeben von Ernst Krieck, dem führenden Interpreten einer nationalsozialistischen Pädagogik.

### Beim Sicherheitsdienst der NSDAP
Im November 1933 trat er in die SA ein, im Mai 1934 in die SS (SS-Nummer 107.275). Er arbeitete zunächst ehrenamtlich im Sicherheitsdienst der NSDAP (SD). Das betraf vor allem sein Mitwirken an der von Wilhelm Spengler in Leipzig geschaffenen „Schrifttumstelle“ des SD. Als diese nach Berlin wechselte, kündigte er 1936 diese Tätigkeit und folgte Karl Justus Obenauer als Assistent an die Universität Bonn. Hier hatte Obenauer ein Jahr vorher eine Professur für neuere Literaturgeschichte übernommen. Rößner zog eine Hochschullaufbahn und die damit absehbare Promotion seiner bisherigen, höher dotierten SD-Stellung vor. Professor Obenauer, der selbst schon seit 1933 NSDAP-Mitglied war und über enge Verbindungen zum SD verfügte, bescheinigte Rößner in einem Schreiben vom 4. April 1938 an das Reichsministerium für Wissenschaft, Erziehung und Volksbildung, er gehöre „zu unserem förderungswürdigsten Nachwuchs, wie wir ihn für die Zukunft unserer Hochschulen unbedingt erhalten müssen, besonders da seine alte Dienststelle in Berlin SS-Hauptamt ihn jederzeit wieder hauptamtlich einstellen würde, wenn er nicht durch eine bescheidene Förderung unserer Hochschule erhalten wird“.
Als Assistent Obenauers war er maßgeblich an der Aberkennung der Ehrendoktorwürde Thomas Manns durch die Philosophische Fakultät der Universität Bonn beteiligt. Mit Schreiben vom 19. Dezember 1936 wurde Thomas Mann durch Obenauer als Dekan der Philosophischen Fakultät mitgeteilt, dass diese sich nach der Ausbürgerung Manns genötigt sehe, diesen aus der Liste der Ehrendoktoren zu streichen.
Rößner beantragte am 2. Juli 1937 die Aufnahme in die NSDAP und wurde rückwirkend zum 1. Mai desselben Jahres aufgenommen (Mitgliedsnummer 4.583.219).
1938 promovierte Rößner mit seiner als „ausgezeichnet“ beurteilten Dissertation „Georgekreis und Literaturwissenschaft“ zum Dr. phil. Diese Arbeit wurde von Max Nitzsche in seiner Promotion bei Hans Grunsky aufgegriffen und fortgeführt. Schon 1936 hatte Rößner sich durch Veröffentlichungen wie „Dritter Humanismus im Dritten Reich“ in der Zeitschrift für deutsche Bildung gegen die „geistige Verjudung“ des Kreises um den Dichter Stefan George gewandt. Die „rassenseelische Instinktlosigkeit“ habe zum „Einstrom des vornehm urbanen Bildungsjudentums“ in diesen Kreis geführt. So habe sich dieser ebenso wie die „ästhetisch-humanistische Bildungsüberlieferung“ immer mehr als unvereinbar mit einer völkisch-rassischen Literaturwissenschaft erwiesen. Letztlich bliebe nur noch die kompromisslose Bekämpfung und Ausmerzung dieser infizierten Bildungsgutüberlieferung. Auf dieser Linie wirkte Rößner auch durch seine Aufsätze „Ende des George-Kreises“ in der Zeitschrift Volk im Werden und „George und Ahasver oder vom Geistigen Reich“ in Die Weltliteratur 1941. Eine 1938 entstandene Denkschrift zur „Lage und Aufgabe der Germanistik in der deutschen Literaturwissenschaft“ wird ebenfalls Rößner zugeschrieben. Als Auftrag durch Franz Six war sie zeitgleich auch an Hermann Löffler für den Bereich der Geschichtswissenschaft erteilt worden. Die Fertigstellung erfolgte zum Jahreswechsel 1938/1939. Sie enthält u. a. eine Negativliste mit den Namen von 50 Wissenschaftlern, die als gegnerisch eingestuft wurden, sowie von 18 Personen, die als weltanschaulich und politisch einwandfrei betrachtet wurden. Ziel war es dabei die Rolle der Germanistik für die Ideologieprägung, die Durchsetzung des Rassegedankens und der „germanischen“ Begrifflichkeiten für die rückgewandte Traditionspflege zu nutzen. In diesem Sinne propagierte Rößler in Anlehnung an Heydrichs Losung von der „kämpfenden Verwaltung“, die Germanistik als eine „kämpfende Wissenschaft“. Ab diesem Zeitpunkt wurde sie fester Bestandteil in der „Gegnerforschung“ des Sicherheitsdienstes.

### Im Reichssicherheitshauptamt
Ab 1938 arbeitete Rößner als Referent in der Abteilung II/2 (Lebensgebietsmäßige Auswertung) des SD-Hauptamtes unter Dr. Franz Six. Mit der Gründung des RSHA am 27. September 1939 und der damit verbundenen Zusammenfassung von Sicherheitspolizei (= Kripo, Gestapo) und SD unter der Führung von Reinhard Heydrich, wurde die Abteilung II/2 als Amtsgruppe III C („Kultur“) in das RSHA unter der Leitung von Wilhelm Spengler integriert. Rößner übernahm das Referat III C 3 („Volkskultur und Kunst“). Hier arbeitete er zur vollen Zufriedenheit seines Amtsgruppenleiters Spengler, der in einer Beurteilung vom 28. Februar 1944 zum Beförderungsvorschlag Rößners zum SS-Obersturmbannführer schrieb, er gehöre „zweifellos zu den fähigsten und begabtesten Referenten des Amtes III (…). Er ist ein schöpferischer Mensch, in dem Sinn, daß es ihm für seine Referate gelungen ist, die nationalsozialistischen Grundprinzipien so scharf und klar herauszuarbeiten, daß eine Reihe von Entscheidungen während des Krieges in der Kulturarbeit in den Führungsstellen durch diese produktive SD-Arbeit mit herbeigeführt worden sind“.
Pläne, Rößner eine Professur für Germanistik an der neu gegründeten Reichsuniversität Straßburg zu verschaffen, blieben unrealisiert.
Rößner gehörte zu dem Teil von RSHA-Angehörigen, die sich Mitte April 1945 nach Schleswig-Holstein absetzten. In Flensburg war er in dem am 13. Mai 1945 errichteten Nachrichtenbüro der „Geschäftsführenden Reichsregierung“ des Admiral Karl Dönitz unter der Leitung des Kapitäns zur See Hans von Davidson tätig, bis diese mit allen ihren Mitgliedern am 23. Mai 1945 verhaftet wurde.

### Nach dem Krieg
Rößner wurde nach seiner Verhaftung am 23. Mai 1945 bis 1948 interniert. Er trat während dieser Zeit als Zeuge der Verteidigung für den SD auf. In einer Vernehmung am 2. August 1946 bemühte sich Rößner, ein harmloses Bild des SD zu zeichnen, wonach dieser lediglich nachrichtendienstliche Aufgaben wahrgenommen hätte, nicht jedoch an Exekutionen im Sinne des Nationalsozialismus beteiligt gewesen sei – ein ebenso durchsichtiges wie unsinniges Unterfangen, ergab sich doch schon aus der amtlichen Bezeichnung „Einsatzgruppen der Sicherheitspolizei und des SD“ für die mobilen Einsatzkommandos, dass der SD als „kämpfende Verwaltung“ an zentraler Stelle und maßgeblich an dem neben den Vernichtungslagern größten Verbrechen des Nationalsozialismus beteiligt war.
Wegen seiner Mitgliedschaft in SS und SD wurde Rößner schließlich mit Urteil des Spruchgerichts Bergedorf vom 19. August 1948 zu einer Geldstrafe von 2000,– DM verurteilt, deren ersatzweise Haftzeit jedoch durch seine Internierung als abgebüßt galt.
Rößner gelang es, entsprechend seiner Ausbildung wieder Fuß zu fassen und beim Verlag Gerhard Stalling Oldenburg als Volontär und später als Lektor unterzukommen. Sein ehemaliger Amtsgruppenleiter Wilhelm Spengler gab in diesem Verlag zusammen mit Hans Ernst Schneider, dem ehemaligen Herausgeber der Zeitschrift Weltliteratur und Referent im „SS-Ahnenerbe e. V.“, der sich nun Schwerte nannte, eine Buchreihe heraus, die Rößner als Lektor betreute und deren drei Bände Denker und Deuter im heutigen Europa (1954) sowie Forscher und Wissenschaftler im heutigen Europa (1955) in zwei Teilen die alte, vom Nationalsozialismus geprägte Denkweise der meisten Autoren noch deutlich erkennen lassen. Alibihaft durften vereinzelt berufliche Nazi-Opfer wie Rudolf Nissen oder Arnold Bergstraesser in diesen Reihen als Autoren tätig sein, wohl ohne sich ihrer Koautoren bewusst zu sein.
Nach einer Zwischenstation als Lektor beim Insel Verlag stieg Rößner 1958 zum Verlagsleiter des Piper Verlags in München auf und betreute dort die Werke von Hannah Arendt, unter anderem Eichmann in Jerusalem. Ein Bericht von der Banalität des Bösen (1964), ihren Bericht über den Eichmann-Prozess. Eichmann war ebenfalls führender RSHA-Mann. Am 12. Januar 1976, einige Wochen nach Arendts Tod, schlug Rößner vor, auf eine Neuauflage dieses Titels wegen der nur noch geringen Nachfrage zu verzichten. Allerdings entschied sich der Verlagschef für eine Neuauflage. Bis zu ihrem Tod erfuhr Arendt nichts über die wahre Identität ihres Lektors. Er lieferte sich ebenfalls mit Arendt einen gelehrten Briefwechsel, ob in ihrem Buch über Rahel Varnhagen im Untertitel das Wort „Jude“ auftauchen solle oder besser nicht.
Eine weitere Auffälligkeit während Rößners Zeit bei Piper betrifft eine Übersetzung von Romain Garys La Danse de Gengis Cohn, eine Persiflage des Holocaust. Sie benutzt als schwarze Humoreske die Seifenherstellung aus KZ-Leichen. In der deutschen Fassung fehlen diese beiden längeren Stellen; die Urheber werden sich erst ermitteln lassen, falls Piper einmal das Archiv dazu öffnen sollte.
Hans Rößner starb am 22. Juni 1997 in München.

## Publikationen
- Dritter Humanismus im Dritten Reich. In: Zeitschrift für deutsche Bildung. Jahrgang 12, Heft 4, 1936, S. 186–192
- Ende des George-Kreises. In: Volk im Werden. Jahrgang 6, Heft 10, 1938, S. 459–477.
- Georgekreis und Literaturwissenschaft. Zur Würdigung und Kritik der geistigen Bewegung Stefan Georges. Diesterweg, Frankfurt am Main 1938, (Zugleich: Bonn, Universität, phil. Dissertation, 1937).
- Zur Lage und Aufgabe der Germanistik in der deutschen Literaturwissenschaft. Denkschrift. 1938.
- George und Ahasver oder vom geistigen Reich. In: Die Weltliteratur. Jahrgang 16, 1941, ZDB-ID 557250-2, S. 244–248.
- als Herausgeber: Georg Christoph Lichtenberg: Aphorismen (= Insel-Bücherei. 33). Neu ausgewählt und mit einem Nachwort versehen. Insel-Verlag, Wiesbaden 1958.
- als Herausgeber: Der nahe und der ferne Gott. Nichttheologische Texte zur Gottesfrage im 20. Jahrhundert. Ein Lesebuch. Severin und Siedler, Berlin 1981, ISBN 3-88680-014-8.
- als Herausgeber: Rückblick in die Zukunft. Beiträge zur Lage in den achtziger Jahren. Für Dr. Peter von Siemens aus Anlass seines 70. Geburtstages am 29. Januar 1981. Severin und Siedler, Berlin 1981, ISBN 3-88680-013-X.

## Forschung
Das Fritz-Bauer-Institut führt 2011 ein Forschungsprojekt Der Nationalsozialismus als kulturelles und moralisches Projekt: Der Germanist Hans Rössner durch.